# Anarchy Club
Anarchy Club est un groupe de hard rock originaire de Boston, formé par Keith Smith, ancien chanteur du groupe C60 (chant/guitare) et Adam Buhler ancien membre de Splashdown (autres instruments) .  Durant l'hiver 2004, Keith et Adam, amis de longue date, décident de commencer un projet musical qui deviendra Anarchy Club. Leurs influences sont le cinéma asiatique, les jeux vidéo, et l'heavy metal. Leur premier album : The Way And its Power sorti en 2005 contient des riffs de death metal, mais également des influences hip hop et grooves. Anarchy Club s'est fait connaître grâce à leur chanson "behind the mask" présente dans le jeu "guitar hero" sur ps2. Une autre de leur chanson, "Collide", est présente dans le second volet de "guitar hero". Le groupe a sorti un EP : A Single Drop of Red fin 2007, dont le titre "Blood Doll" figure dans le jeu "Rock Band" et travaille actuellement sur leur second album : The Art of War prévu pour début 2009.
Le titre "Get Clean" apparait dans Rock Band 2.

## Discographie
- The Way And its Power (album/2005)
- A Single Drop of Red (EP/2007))
  - A Single Drop of Red est la seconde réalisation d'Anarchy Club, sortie en 2007. Il s'agit d'un EP qui contient 5 véritables titres, avec notamment le morceau Collide qui apparait dans le second volet des guitar hero et le morceau Blood Doll qui est lui présent dans le jeu Rock Band, le reste des chansons étant des remix de chansons de l'album The Way And its Power.
- The Art of War (album/2009)